# Punta Indio (partido)
Punta Indio (Partido de Punta Indio) is een partido in de Argentijnse provincie Buenos Aires. Het bestuurlijke gebied telt 12.297 inwoners. Tussen 2010 en 2022 steeg het inwoneraantal met +24.4%.

## Plaatsen in partido Punta Indio
- Álvarez Jonte
- Las Tahonas
- Monte Veloz
- Pipinas
- Punta (del) Indio
- Verónica